# 縁起法頌
縁起法頌（えんぎほうじゅ）とは、仏教において古くから真言(マントラ)として広く用いられる仏典の章句である。
縁起偈（えんぎげ）、法身偈（ほっしんげ）とも呼ばれる。
仏弟子の舎利弗は阿説示からこの偈を聞き、預流果を得たとされる。

## テキスト

### デーヴァナーガリー表記
ये धर्मा हेतुप्रभवा हेतुं तेषां तथागतो ह्यवदत्। 
तेषां च यो निरोध एवंवादी महाश्रमणः॥

### IAST表記
ye dharmā hetuprabhavā hetuṃ teṣāṃ tathāgato hy avadat, teṣāṃ ca yo nirodha evaṃvādī mahāśramaṇaḥ.

### 日本語訳
諸法は原因より生ずる。じつに如来はそれらの原因を説く。それらの消滅もまた。これが大沙門(ゴータマ・ブッダ)の教えである。